# Мулюков, Радик Рафикович
Радик Рафикович Мулюков (род. 2 мая 1951 года, дер. Слак, Чишминский район, БАССР) — советский и российский учёный-механик, специалист в области механики и физики наноматериалов, директор Института проблем сверхпластичности металлов РАН (с 2006 года), академик РАН (2025), член-корреспондент РАН (2016).

## Биография
Родился 2 мая 1951 года в деревне Слак Чишминского района БАССР.
В 1974 году — окончил физико-технический факультет Уральского политехнического института.
В 1982 году — защитил кандидатскую диссертацию, тема: «Теплофизические свойства перегретого н-пентана».
С 1983 по 1985 годы — руководитель базовой лаборатории Западно-сибирского научно-исследовательского геологического нефтяного института при УГТУ-УПИ.
В 1985 году — переехал в Уфу, где начал работать старшим преподавателем кафедры Общей физики УГАТУ.
С 1987 года — работает в Институте проблем сверхпластичности металлов РАН, где прошел путь от научного сотрудника до директора (с 2006 года).
В 1996 году — защитил докторскую диссертацию, тема: «Структура и свойства субмикрокристаллических металлов, полученных интенсивной пластической деформацией»
С 2004 года — работает по совместительству в должности профессора Башкирского государственного университета (ныне Уфимский университет науки и технологий), где в 2007 году совместно с ИПСМ РАН под его руководством организована кафедра «Физика и технология наноматериалов».
В 2016 году — избран членом-корреспондентом РАН.

## Научная деятельность
Специалист в области механики и физики наноматериалов.
Автор более 200 научных работ, из них 2 монографий, 4 глав в коллективных монографиях, 2 учебных пособий, 18 авторских свидетельств, патентов.
Основные научные результаты:
- разработаны деформационные методы наноструктурирования металлов, исследованы структура и физико-механические свойства объемных наноматериалов;
- созданы научно-технические основы практического использования деформационных методов в получении высокопрочных конструкционных и функциональных наноматериалов, высокоэффективных эмиссионных катодных матриц и др.;
- создан материал, позволяющий повысить эффективность центробежных установок по разделению изотопов урана в атомной промышленности;
- создана технология изготовления полой лопатки вентилятора для перспективного авиационного двигателя, изготовлена опытная партия лопаток, успешно прошедшая испытания;
- создан стан для сверхпластической раскатки деталей газотурбинных двигателей из жаропрочных сплавов на основе титана и никеля.

### Научно-организационная деятельность
- главный редактор журнала «Письма о материалах»;
- член редколлегий журналов «Фундаментальные проблемы современного материаловедения» и «Физика и механика материалов»;
- председатель докторского диссертационного совета на базе ИПСМ РАН.

## Награды
- Орден Дружбы (2024)[4]
- Заслуженный деятель науки Республики Башкортостан (2015)[5]